# Björn Daníel Sverrisson
Björn Daníel Sverrisson er en islandsk fodboldspiller, der spiller for FH samt for Islands fodboldlandshold.

## Klubkarriere

### Hafnarfjarðar
Sverrisson opnåede 108 kampe og scorede 32 mål for Hafnarfjarðar (FH) i den islandske bedste række, Pepsideild. Den sidste sæson for klubben var hans bedste, og idet klubben var med til både at kæmpe om ligatitlen og kvalificering til Champions League og Europaligaen. Med skiftet til den norske Tippeliga og Viking mente Sverrisson at have bedre chancer for at spille sig ind på det landsholdet.

### Viking FK
Björn Daníel Sverrisson skrev i august 2013 under på en treårig kontrakt med Viking, gældende fra 1. januar 2014. Hafnarfjarðar ønskede at beholde spilleren sæsonen 2013 ud for at være med i kampen om ligatitlen og kvalificering til Europaligaen.
Sverrison debuterede i Tippeligaen ude mod Rosenborg i første kamp, 29. marts 2014, i en kamp som endte 2-2. Sverrisson var i denne første kamp impliceret i begge modstanderens mål. Spillerens første mål kom i 6. runde ude mod Aalesund 1. maj 2014. Målet blev vurderet til at være kandidat til årets mål.
Sverrisson spillede samlet 29 kampe og scorede seks mål i sin debutsæson i Tippeligaen. I første kamp i den følgende sæson mod Mjøndalen, 6. april 2015, pådrog han sig en knæskade og gik dermed glip af hele forårssæsonen for klubben. 2016-sæsonen gik i gang med Sverrisson tilbage i startopstillingen for Viking efter skadesproblemerne, som havde ødelagt den foregående sæson. I åbningskampen mod Vålerenga på Ullevaal Stadion scorede islændingen 1-0-målet på et langskud, som igen blev omtalt som en kandidat til årets mål. Midtvejs i sæsonen blev det klart, at Sverrisson, hvis kontrakt var ved at udløbe, ville forlade klubben efter sæsonafslutningen.

### AGF
26. august 2016 blev det offentliggjort på klubbens hjemmeside, at Sverrisson havde underskrevet en treårig kontrakt med AGF. Han fik debut allerede søndagen efter og spillede hele kampen i 1-2-nederlaget mod AaB. Han spillede 24 ligakampe for AGF i sæsonen 2016-17 og scorede tre mål.
Da han i sæsonens begyndelse i 2017 måtte se sig længere og længere væk fra startopstillingen, udlejede AGF i slutningen af august 2017 Sverrison til Vejle Boldklub indtil nytår. Her blev han aldrig fast mand og returnerede til Aarhus ved årsskiftet.

### FH (igen)
I AGF fik han fortsat ikke så meget spilletid, og i vinterpausen 2018-2019 skiftede han tilbage til sin oprindelige klub FH i Island.

## Landsholdskarriere
Björn Daníel Sverrisson fik sin debut på Islands fodboldlandshold i en venskabskamp mod Sverige 21. januar 2014. Han har pr. 2017 spillet i alt otte landskampe, alle venskabskampe.

## Titler
FH
- Úrvalsdeild (islandsk mester): 2008, 2009, 2012
- Valitor-bikar (islandsk pokalmester): 2010